# Савкино Поле
Са́вкино По́ле (рос. Савкино Поле, марій. Савкино Поле) — присілок у складі Медведевського району Марій Ел, Росія. Входить до складу Шойбулацьке сільського поселення.

## Населення
Населення — 4 особи (2010; 9 у 2002).
Національний склад (станом на 2002 рік):
- росіяни — 89 %